# Šen-čou 10
Šen-čou 10 (čínsky pchin-jinem Shénzhōu shíhào, znaky zjednodušené 神舟十号; česky Božská loď 10) byla čínská kosmická loď řady Šen-čou. Na oběžnou dráhu Země ji vynesla nosná raketa Dlouhý pochod 2F 11. června 2013. Dne 13. června se loď spojila s laboratoří Tchien-kung 1. Návratový modul přistál v oblasti Vnitřního Mongolska (sv. Čína) 26. června. Trojice kosmonautů Číny strávila ve vesmíru necelých 15 dní.

## Posádka
Hlavní:
- Nie Chaj-šeng (2), velitel, kosmonaut oddílu CNSA,
- Čang Siao-kuang (1), kosmonaut oddílu CNSA,
- Wang Ja-pching (1), kosmonautka oddílu CNSA.

V závorkách je uveden dosavadní počet letů do vesmíru včetně této mise.
Záložní:
- Liou Po-ming (1), velitel, kosmonaut oddílu CNSA,
- Pchan Čan-čchun (0), kosmonaut oddílu CNSA,
- Teng Čching-ming (0), kosmonautka oddílu CNSA.

## Let
Mise Šen-čou 10 byl třetí celkově a druhou pilotovanou misí k vesmírné stanici Tchien-kung 1. Loď odstartovala z kosmodromu Ťiou-čchüan 11. června 2012 v 09:38:02 UT. Na palubě nesla tříčlennou posádku, která v roce 2012 fungovala jako záloha pro let Šen-čou 9. Velitelem byl Nie Chaj-šeng, roku 2005 účastník mise Šen-čou 6, dalšími členy posádky byli dva nováčci – Čang Siao-kuang a kosmonautka Wang Ja-pching.
Dva dny po startu, 13. června v 05:18 UTC se loď s kosmonauty automaticky připojila k modulu Tchien-kung 1. Kosmonauti poté pracovali na stanici, Wang Ja-pching mimo jiné předváděla čínským školákům pohyb předmětů a chování kapalin v beztíži, a odpovídala na jejich dotazy. Přímý přenos z oběžné dráhy sledovalo na 60 milionů dětí. Dne 23. června se kosmonauti v lodi Šen-čou 10 v 0:26 UT odpojili od stanice a po jednom obletu Země se ve 2:07 UT opět připojili, oba manévry provedli ručně.
Po dvou týdnech letu se 25. června v 23:05 UT loď Šen-čou 10 s kosmonauty odpojila od stanice a za hodinu, v 00:07:06 UT 26. června její návratový modul přistál ve stepi Vnitřního Mongolska 186 km severně od Chöch chot.